# Goélette franche
Pour un article plus général, voir Goélette.

Goélette franche

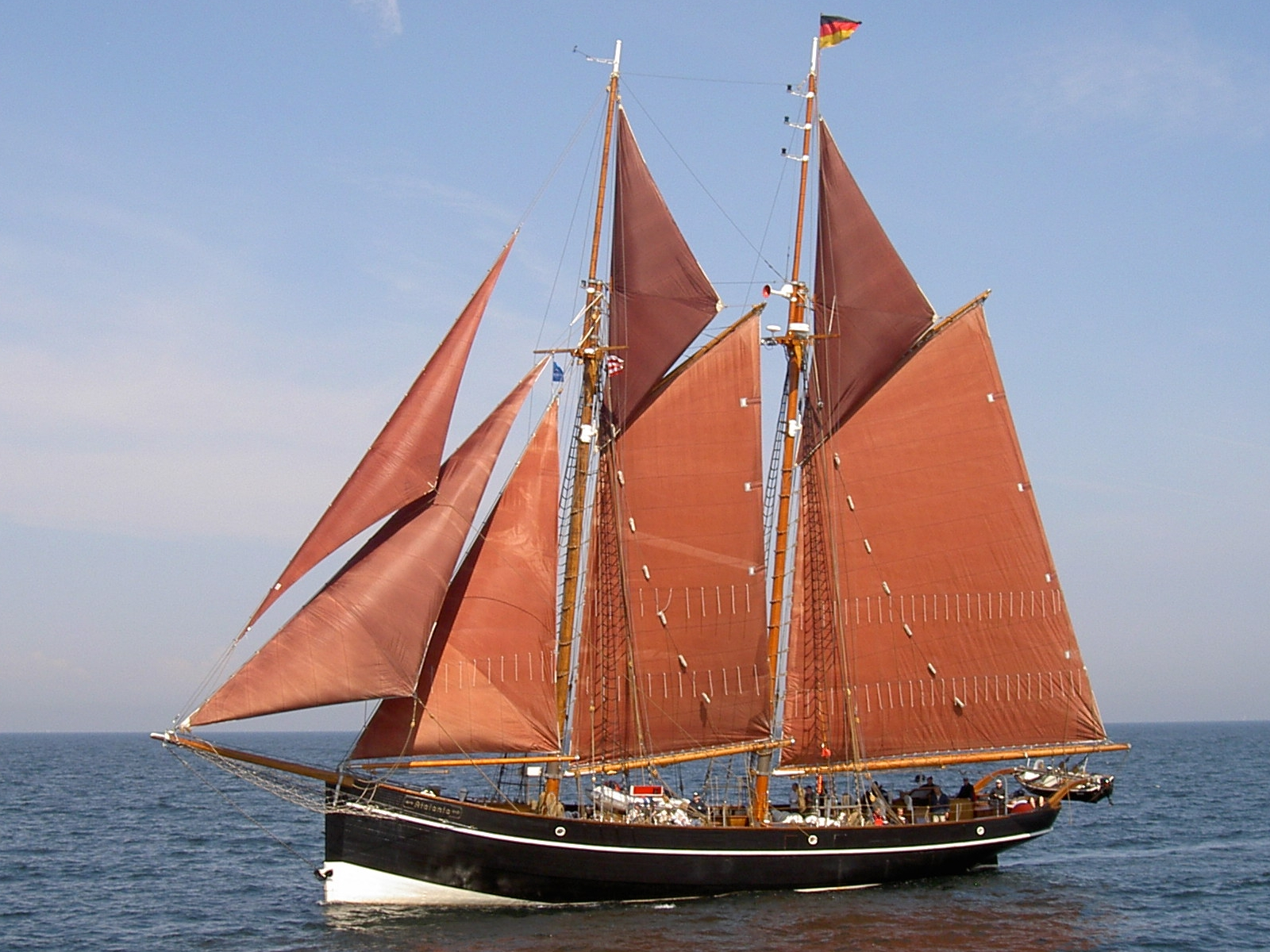
LAtalanta présente les deux caractéristiques d'une goélette

Une goélette franche est une goélette présentant deux caractéristiques :
- Deux mâts
- Pas de huniers (voiles carrées en partie haute de mât)

Une autre approche définit une goélette franche comme une goélette sans voile carrée (tout phares exclusivement en voiles auriques).

## Quelques exemples de goélettes franches
- Le Gallant (1916)  Pays-Bas.
- L'Avontuur (1920)  Allemagne.
- Le Zaca (1930)  États-Unis est un schooner encore en navigation. Ancien bateau d'Errol Flynn.
- L'Atyla (1984) Bilbao Espagne.
- Le Gladan (1946) et son sister-ship le Falken (1947)  Suède.
- Le Californian (1984)  États-Unis.
- Tara (1989)  France, navire scientifique.
- Le Pacific Grace (2001)  Canada.
- L'Atalanta (de) (1901)  Allemagne
- Le Stephen Taber et le Lewis R. French (1871), les plus anciens en service.
- Le Western Union (1893)
- Le Velox  yacht (1876 - 1914)  Russie  France

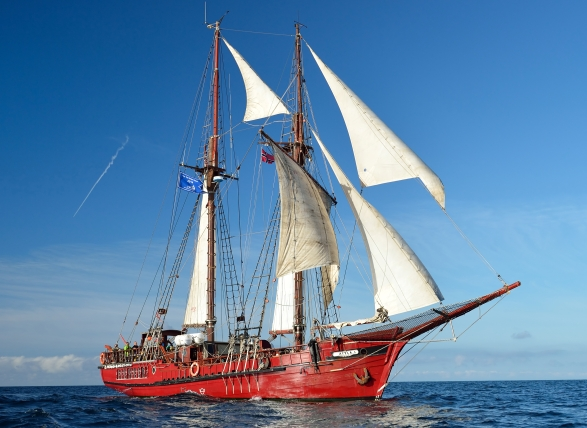
L'Atyla durant les Tall Ships Races de 2014

- Liberty Clipper (1983),  États-Unis, réplique d'un baltimore clipper.

## Comparaison des gréements à deux mâts (grand-mât à l'avant)
| Type de gréement  | Brick                     | Brigantin | Brick-goélette                                                                          | Goélette à doubles huniers                                                          | Goélette à Hunier                                 | Goélette / Goélette franche                          |
| Type de gréement  | ("brig" en anglais)       | ("Brigantine" s.s. en anglais)                                                                                  | ("hermaphrodite-Brig" ou "shooner-brig" ou "brigantine" s.l. en anglais)                | ("double-topsail schooner" ou "jackass brig" en anglais)                            | ("topsail schooner" en anglais)                   | ("schooner" en anglais)                              |
| ----------------- | ------------------------- | --- | --------------------------------------------------------------------------------------- | ----------------------------------------------------------------------------------- | ------------------------------------------------- | ---------------------------------------------------- |
| Type de gréement  | Brick ("brig" en anglais) | Brigantin ("Brigantine" s.s. en anglais) · Brigantin                                                            | Brick-goélette ("hermaphrodite-Brig" ou "shooner-brig" ou "brigantine" s.l. en anglais) | Goélette à doubles huniers ("double-topsail schooner" ou "jackass brig" en anglais) | Goélette à Hunier ("topsail schooner" en anglais) | Goélette ou Goélette franche ("schooner" en anglais) |
| Exemple de Navire |                           | Le brigantin Experiment, the Newburyport, construite à Amesbury en 1803 (painyure de Nicolay Carmillieri, 1807) |                                                                                         |                                                                                     |                                                   |                                                      |

## Voir Aussi